# آنجلو کامرونی
آنجلو کامرونی (به ایتالیایی: Angelo Cameroni) بازیکن فوتبال و اهل ایتالیا است که از سال ۱۹۲۰ میلادی عضو تیم ملی فوتبال ایتالیا بوده و در ۱ بازی ملی حضور داشته‌است. او در بازی‌های ملی‌اش ۴ گل دریافت کرد.
آنجلو کامرونی آخرین بازی ملی خود را در سال ۱۹۲۰ میلادی انجام داد.